# Galeria de Artă din Budapesta

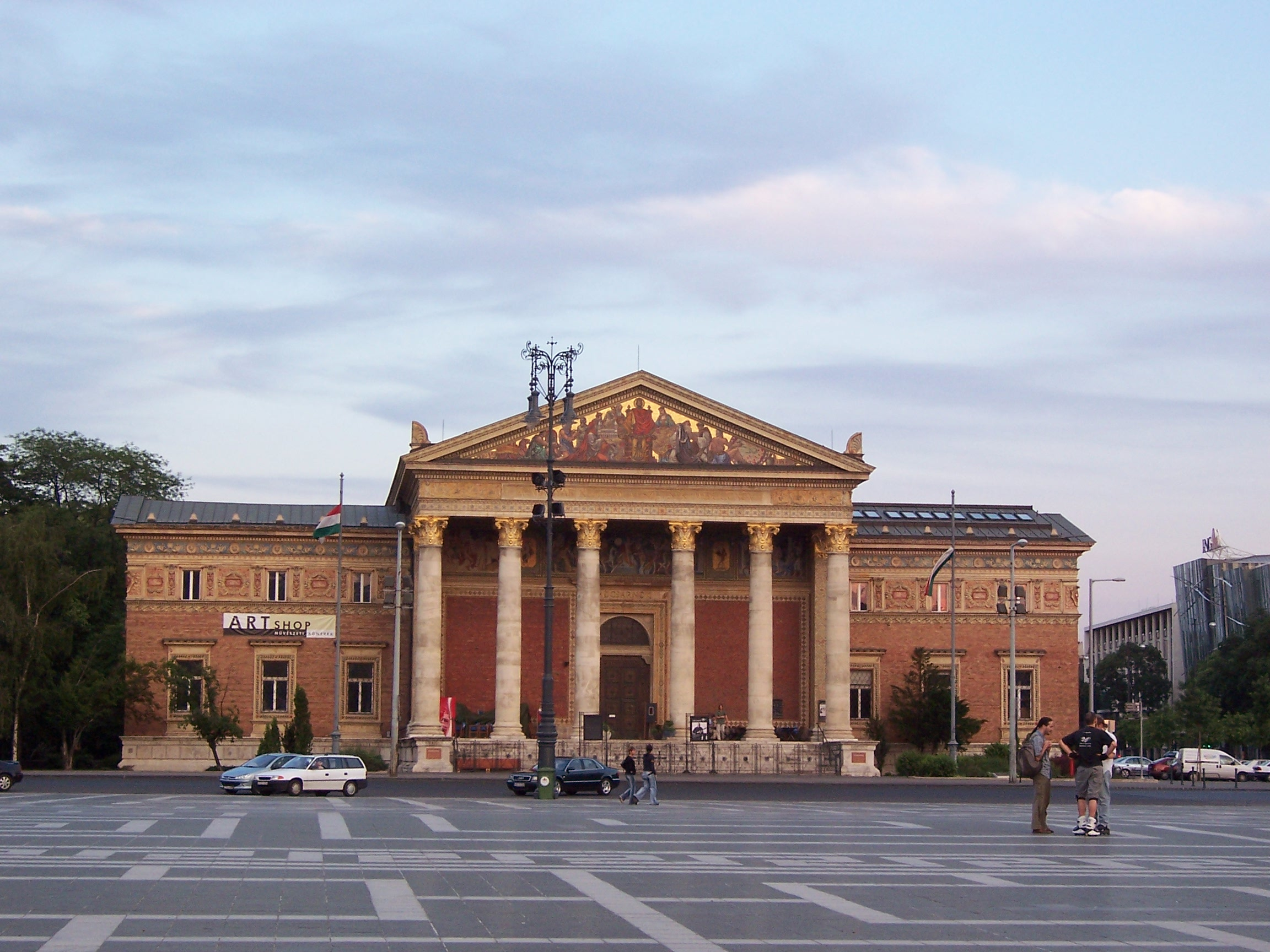
Hală de Artă din Budapesta

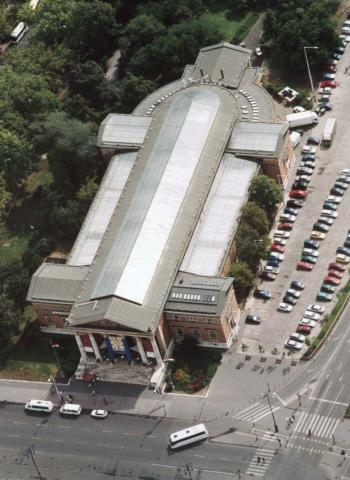
Hală de Artă din Budapesta, fotografie aeriană

Galeria de Artă din Budapesta (în maghiară Műcsarnok) este un muzeu de artă contemporană din Budapesta, situat pe strada Dózsa György nr. 37. Fațada principală este orientată spre Piața Eroilor (Hősök tere). Pe partea opusă a pieței se află Muzeul de Artă (Szépművészeti Múzeum), proiectat și construit de aceeași arhitecți în 1906.

## Istoric
Clădirea Galeriei de Artă a fost construită după planurile lui Albert Schickedanz (1846-1915) și Fülöp Herczog (1860-1925), în stil eclectic-neoclasic. Ea a fost inaugurată în decembrie 1895 în cadrul manifestărilor prin care se aniversau 1000 de ani de la așezarea maghiarilor în Câmpia Panonică în anul 896. 
Clădirea istorică a fost restaurată în anii 1991-1994.

## Arhitectură
Clădirea este în formă de bazilică. Fațada clădirii conține un portic mare cu șase coloane. Mozaicul de pe frontonul triunghiular, care îl înfățișează pe Sf. Ștefan, patron al artelor plastice, a fost adăugat în 1938 și finalizat în 1941. În spatele porticului se află o frescă triptic realizată de Lajos Deák Ébner, care a denumit cele trei părți, respectiv Începuturile sculpturii, Originea artei și Originile picturii. 

## Funcționalitate
În calitate de cea mai mare sală de expoziții din Ungaria, ea expune opere de artă reprezentative ale artiștilor unguri și de alte naționalități și organizează temporar expoziții tematice (cum ar fi cea a picturilor lui Dalí). Galeria nu are propria sa colecție de artă.
Galeria de Artă din Budapesta administrează începând din 2007 alte două instituții culturale: Muzeul Ernst de pe strada Nagymező nr. 8 și Galeria Dorottya de pe strada Dorottya nr. 8.

## Acces
În apropierea sa se află stația de metrou Hősök tere (Piața Eroilor).